# Totobates communis
Totobates communis är en kvalsterart som beskrevs av Hammer 1967. Totobates communis ingår i släktet Totobates och familjen Liebstadiidae. Inga underarter finns listade i Catalogue of Life.